# Río Amarillo (Magallanes)
El río Amarillo es un curso natural de agua que fluye en la península de Brunswick con dirección general levante hasta desembocar en la ribera norte del estrecho de Magallanes.

## Caudal y régimen
Los ríos Rubens, Penitente, Grande (Isla Riesco), San Juan de la Posesión y el Grande de Tierra del Fuego tienen un régimen pluvio-nival, con un peak entre abril y julio, y otro a comienzos de la primavera.: 10 

## Historia
Luis Risopatrón lo describe en su Diccionario Jeográfico de Chile: 809 
Amarillo (Rio) 53° 26’ 71° 00’. De corto curso i caudal, corre hácia el E i se vácia en la ribera W del canal Ancho, del estrecho de Magallanes, al S de la punta Dublé. 1, XI, p. 286 i carta de Bertrand (1885); i carta 111 i 156.